# Scientrier
Scientrier és un municipi francès situat al departament de l'Alta Savoia i a la regió d'Alvèrnia-Roine-Alps. L'any 2007 tenia 968 habitants.

## Demografia

### Població
El 2007 la població de fet de Scientrier era de 968 persones. Hi havia 369 famílies de les quals 80 eren unipersonals (38 homes vivint sols i 42 dones vivint soles), 108 parelles sense fills, 146 parelles amb fills i 35 famílies monoparentals amb fills.
La població ha evolucionat segons el següent gràfic:
Habitants censats

### Habitatges
El 2007 hi havia 399 habitatges, 367 eren l'habitatge principal de la família, 10 eren segones residències i 23 estaven desocupats. 262 eren cases i 135 eren apartaments. Dels 367 habitatges principals, 248 estaven ocupats pels seus propietaris, 115 estaven llogats i ocupats pels llogaters i 4 estaven cedits a títol gratuït; 8 tenien una cambra, 28 en tenien dues, 92 en tenien tres, 90 en tenien quatre i 149 en tenien cinc o més. 340 habitatges disposaven pel capbaix d'una plaça de pàrquing. A 120 habitatges hi havia un automòbil i a 226 n'hi havia dos o més.

### Piràmide de població
La piràmide de població per edats i sexe el 2009 era:
| Homes | Edats   | Dones |
| ----- | ------- | ----- |
| 0     | 95 o +  | 0     |
| 4     | 90 a 94 | 0     |
| 0     | 85 a 89 | 0     |
| 0     | 80 a 84 | 4     |
| 8     | 75 a 79 | 8     |
| 16    | 70 a 74 | 16    |
| 0     | 65 a 69 | 8     |
| 8     | 60 a 64 | 8     |
| 16    | 55 a 59 | 8     |
| 36    | 50 a 54 | 32    |
| 28    | 45 a 49 | 28    |
| 28    | 40 a 44 | 36    |
| 32    | 35 a 39 | 36    |
| 20    | 30 a 34 | 16    |
| 32    | 25 a 29 | 20    |
| 12    | 20 a 24 | 12    |
| 24    | 15 a 19 | 28    |
| 36    | 10 a 14 | 28    |
| 28    | 5 a 9   | 16    |
| 12    | 0 a 4   | 20    |

## Economia
El 2007 la població en edat de treballar era de 679 persones, 556 eren actives i 123 eren inactives. De les 556 persones actives 537 estaven ocupades (280 homes i 257 dones) i 20 estaven aturades (8 homes i 12 dones). De les 123 persones inactives 34 estaven jubilades, 50 estaven estudiant i 39 estaven classificades com a «altres inactius».

### Ingressos
El 2009 a Scientrier hi havia 355 unitats fiscals que integraven 906,5 persones, la mediana anual d'ingressos fiscals per persona era de 23.043 €.

### Activitats econòmiques
Dels 61 establiments que hi havia el 2007, 1 era d'una empresa extractiva, 1 d'una empresa alimentària, 1 d'una empresa de fabricació de material elèctric, 8 d'empreses de fabricació d'altres productes industrials, 17 d'empreses de construcció, 11 d'empreses de comerç i reparació d'automòbils, 4 d'empreses de transport, 2 d'empreses d'hostatgeria i restauració, 1 d'una empresa financera, 1 d'una empresa immobiliària, 6 d'empreses de serveis, 2 d'entitats de l'administració pública i 6 d'empreses classificades com a «altres activitats de serveis».
Dels 17 establiments de servei als particulars que hi havia el 2009, 6 eren paletes, 3 guixaires pintors, 2 fusteries, 1 electricista, 1 empresa de construcció, 2 perruqueries, 1 restaurant i 1 saló de bellesa.
L'únic establiment comercial que hi havia el 2009 era una fleca.
L'any 2000 a Scientrier hi havia 15 explotacions agrícoles que ocupaven un total de 568 hectàrees.

## Equipaments sanitaris i escolars
El 2009 hi havia una escola elemental.

## Poblacions més properes
El següent diagrama mostra les poblacions més properes.